# Guarionex
Guarionex (del idioma iñeri: Wáriona ‘nuestro umbilical’‘W(a)-, nuestro; áriona, ombligo’) fue un cacique taíno y jefe del cacicazgo Maguá, en la isla La Española, en la época del descubrimiento de América. Se dice que su nombre significa "señor valiente y noble" en idioma taíno.
Desde 1494 los conquistadores españoles capitaneados por Cristóbal Colón habían impuesto pesados tributos a la población indígena de La Española. Según el cronista Pedro Mártir, para conseguir el favor de Colón, Guarionex había concedido la mano de una hermana suya a un indígena cubano que servía al Almirante y se había bautizado como Diego. Por estas fechas, los españoles construyeron un fuerte, llamado de la Concepción, a muy poca distancia del poblado de Guarionex.
En 1495, los taínos dirigidos por el cacique Caonabo se levantaron en armas. Guarionex se unió a la revuelta, pero fueron aplastados por las tropas invasoras en la batalla de la Vega Real. Tras esta derrota, Guarionex siguió una política de apaciguamiento hacia los españoles, pero para 1497 la situación se había deteriorado a tal punto que Guarionex tuvo que ceder ante aquellos que pedían una nueva sublevación, que le nombraron su líder. El cacique hizo tratos con Francisco Roldán, que se había sublevado contra los Colón, y se dispuso a atacar a los españoles. Sin embargo, el Adelantado Bartolomé Colón juntó unos 400 hombres y atacó por sorpresa el poblado de Guarionex, logrando capturarles. Otros destacamentos de españoles capturaron a los otros jefes de la revuelta en sus poblados respectivos. Este golpe de mano puso fin definitivamente a la rebelión armada. Poco después, una gran multitud de taínos se manifestó pacíficamente ante el poblado español para pedir la liberación de sus jefes. Bartolomé Colón ejecutó a dos de ellos y liberó a los demás, incluyendo a Guarionex, que volvió a su política de sumisión.
Al cabo de unos años, Guarionex perdió el mando entre los suyos y huyó con su familia al norte de la isla, donde fue acogido por la tribu de los ciguayos. Según Pedro Mártir, desde allí Guarionex se puso a hostigar a los españoles de los alrededores, aunque Bartolomé de las Casas dice que fue una mera suposición de los españoles que la desaparición de Guarionex significase que se había rebelado de nuevo. Cristóbal Colón envió a su hermano Bartolomé a capturar a Guarionex al frente de un contingente de varios miles de taínos aliados, más unos pocos soldados españoles. El Adelantado llegó, tras varias batallas, hasta el poblado del jefe ciguayo, Mayobanex, y ofreció retirarse a cambio de que le entregasen a Guarionex; pero Mayobanex se negó y la lucha continuó. Finalmente, tanto Mayobanex como Guarionex fueron capturados por los españoles.
Parece ser que Guarionex fue embarcado encadenado con dirección a España en 1502 pero la nave que lo transportaba se hundió durante la travesía a causa de una tormenta y Guarionex pereció.